# 1144년

## 연호
- 남송(南宋) 소흥(紹興) 14년
- 금(金) 황통(皇統) 4년
- 일본(日本) 고지(康治) 3년 / 덴요(天養) 원년
- 서하(西夏) 인경(人慶) 원년
- 리 왕조(李朝) 다이딘(大定) 5년

## 기년
- 남송(南宋) 고종(高宗) 18년
- 금(金) 희종(熙宗) 10년
- 고려(高麗) 인종(仁宗) 22년
- 서하(西夏) 인종(仁宗) 5년
- 리 왕조(李朝) 영종(英宗) 7년

## 탄생
- 고려(高麗)의 20대 국왕(國王) 신종(神宗)

## 사망
- 고려의 명장 척준경